# FAMU (Praga)
La FAMU (in ceco Filmová a televizní fakulta Akademie múzických umění v Praze, "Scuola di cinema e televisione dell'Accademia delle Arti Performative di Praga") è una scuola cinematografica di Praga, nella Repubblica Ceca. Trattasi di una delle tre facoltà dell'Accademia delle Arti dello Spettacolo di Praga assieme a quella di musica e danza e quella di teatro.

## Storia
La FAMU venne fondata tra il 1946 e il 1948 ed è una delle scuole di cinema più longeve del mondo. Inizialmente, la scuola occupava il quarto piano di Havlickova 13. Nel 1948 venne trasferita a Klimenská 4. Nel 1952 la FAMU entrò in possesso del Roxy, un ex cinema ebraico di Dlouhá 33 che usò come studio cinematografico a partire dal 1955. Gli anni sessanta sono considerati il periodo di maggior prestigio dell'istituto.
Nel 2011 la FAMU contava 350 studenti che studiavano in loco e 80 che studiavano all'estero.  Tre anni dopo, 450 studenti studiavano nell'istituto in lingua ceca e 100 in inglese.
Negli anni 2010, The Hollywood Reporter inserì più volte la FAMU ai primi posti nelle sue casistiche sulle scuole migliori del mondo.